# Richard Allen
Richard Allen, född 14 februari 1760, död 26 mars 1831, var en amerikansk religiös ledare och grundare av African Methodist Episcopal Church.
Han föddes som slav i Germantown, Pennsylvania. Ägaren, juristen Benjamin Chew, sålde Allens familj när Richard var liten till Stockley Sturgis, som hade ett plantage nära Dover, Delaware.
Allen konverterade tidigt till metodismen och när han började predika och delta regelbundet i gudstjänster, blev lokala slavägare upprörda. Allens ägare däremot uppmuntrade honom att predika bland slavarna och blev så övertygad att alla hans slavar fick möjligheten att köpa sig fria.
Allen prästvigdes 1784 i Baltimore. Följande året köpte han sin och sina bröders frihet från Sturgis för 2 000 dollar per man.
Han grundade 1816 African Methodist Episcopal Church i Philadelphia. Han valdes därefter till kyrkans biskop.